# Neowiz MUCA
Neowiz MUCA (dříve Pentavision Entertaiment a Pentavision Studio) je jihokorejské studio zabývající se vývojem videoher. Původní tým se zformoval v roce 2003 a jeho členové založili roku 2004 studio pod názvem Pentavision. To bylo mezi lety 2006 a 2012 dceřinou společností firmy Neowiz Games. V roce 2012 došlo ke sloučení studia se společností Neowiz Mobile.

## Vyvinuté tituly

### Jako Pentavision
| Název                                | Datum vydání      | Platformy         | Oblast spuštění                         |
| ------------------------------------ | ----------------- | ----------------- | --------------------------------------- |
| DJMax Online                         | 13. června 2004   | Microsoft Windows | Jižní Korea, Japonsko a Čína            |
| DJMax Mobile (2005)                  | 15. června 2005   | mobilní           | Jižní Korea                             |
| DJMax Portable                       | 14. ledna 2006    | PSP               | Jižní Korea                             |
| DJMax Portable International Version | 27. října 2006    | PSP               | Jižní Korea                             |
| DJMax Portable 2                     | 30. března 2007   | PSP               | Jižní Korea                             |
| DJMax Portable Clazziquai Edition    | 20. října 2008    | PSP               | Jižní Korea                             |
| DJMax Technika                       | 31. října 2008    | arkáda            | celosvětově                             |
| DJMax Portable Black Square          | 24. prosince 2008 | PSP               | Jižní Korea a Japonsko                  |
| DJMax Trilogy                        | 25. prosince 2008 | Microsoft Windows | Jižní Korea                             |
| DJ Max Fever                         | 27. ledna 2009    | PSP               | Severní Amerika                         |
| DJMax Mobile (2009)                  | 24. prosince 2009 | mobilní           | Jižní Korea                             |
| DJMax Technika 2                     | 16. června 2010   | arkáda            | celosvětově                             |
| DJMax Portable Hot Tunes             | 26. června 2010   | PSP               | Jižní Korea                             |
| DJMax Portable 3                     | 14. října 2010    | PSP               | Jižní Korea, Severní Amerika a Japonsko |
| Tap Sonic                            | 1. července 2011  | iOS, Android      | Jižní Korea a Japonsko                  |
| TapSonic Classic                     | 14. září 2011     | iOS, Android      | celosvětově (kromě Severní Koreje)      |
| DJMax Technika 3                     | 27. října 2011    | arkáda            | celosvětově                             |
| DJMax Technika Tune                  | 20. září 2012     | PlayStation Vita  | celosvětově                             |
| DJMax Ray                            | 28. září 2012     | iOS, Android      | celosvětově                             |

### Jako Neowiz MUCA
| Název                   | Datum vydání      | Platformy                | Oblast spuštění                |
| ----------------------- | ----------------- | ------------------------ | ------------------------------ |
| DJMax Technika Q        | 21. června 2017   | iOS, Android             | celosvětově                    |
| DJMax Respect           | 28. července 2017 | PlayStation 4            | celosvětově                    |
| TapSonic TOP            | září 2017         | iOS, Android             | celosvětově (kromě Tchaj-wanu) |
| TapSonic World Champion | 6. listopadu 2018 | iOS, Android             | celosvětově                    |
| TapSonic BOLD           | 26. března 2019   | Microsoft Windows        | celosvětově                    |
| DJMax Respect V         | 12. března 2020   | Microsoft Windows, macOS | celosvětově                    |